# Cálculo de la glándula salival
El cálculo de la glándula salival (sialolito) es una concreción, principalmente de sales minerales de calcio (calculus) que se forma en los conductos de las glándulas salivales.
Pueden llegar a producir obstrucciones e inflamaciones (sialolitiasis) que pueden causar dolor al comer, cuando se incrementa la producción de saliva, e infecciones de la glándula que derivarían a (sialoadenitis). 
La mayoría de este tipo de cálculo se forma en la glándula submaxilar.

## Cuadro clínico
El síntoma más llamativo suele ser la hinchazón dolorosa de una glándula salival cuando se come. La hinchazón desaparece cuando se termina la comida, reapareciendo en la siguiente.

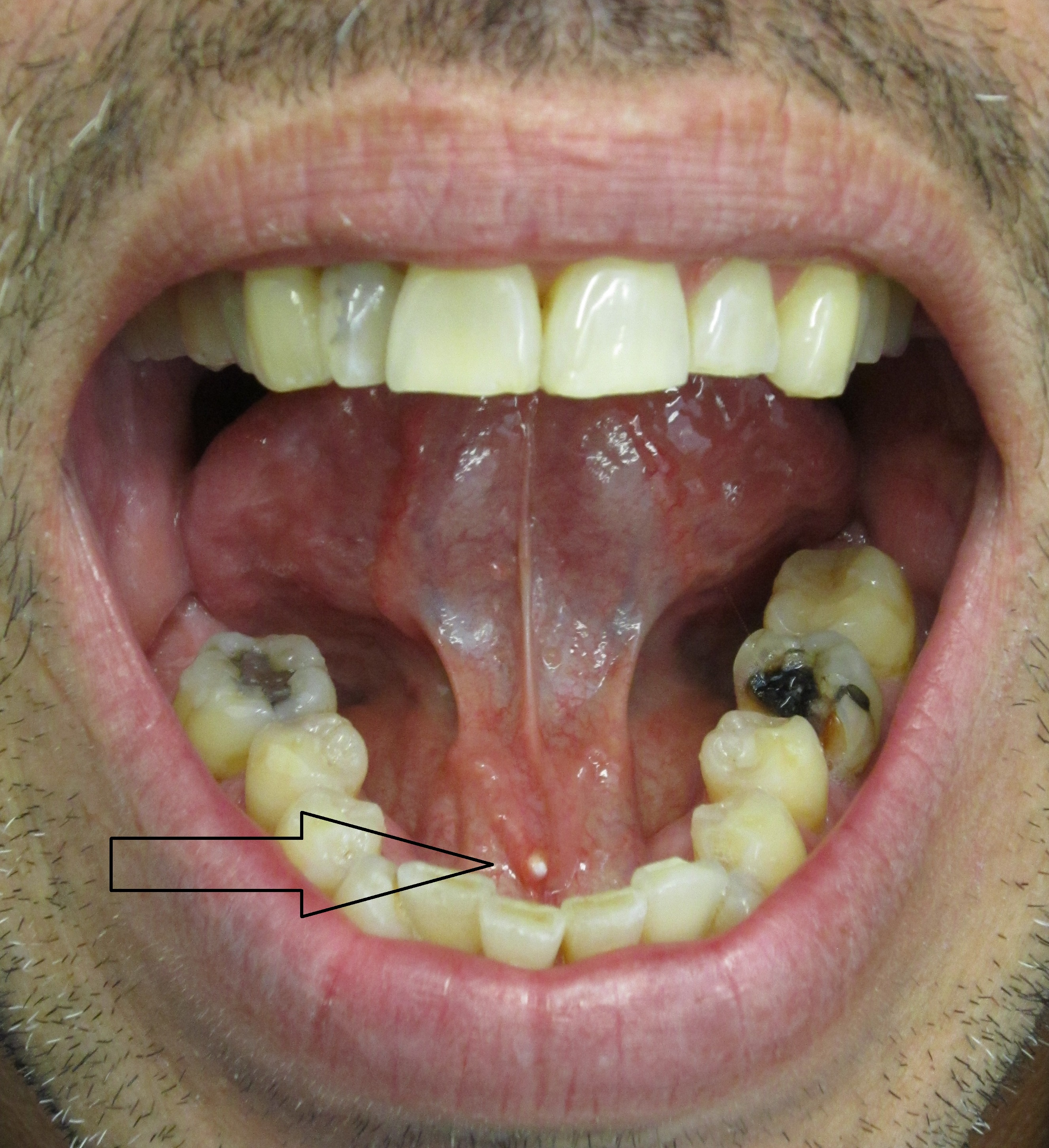
Un cálculo en la boca del conducto submandibular

## Tratamiento
En algunos casos, el cálculo se expulsa espontáneamente y no es necesario tratamiento; sin embargo, casi siempre es preciso realizar una  para extraer el cálculo.
Antes de una intervención quirúrgica se recomienda la toma de alimentos ácidos que provoquen salivación excesiva para ayudar a la expulsión de los cálculos y simultáneamente aplicar masajes directos sobre las glándulas. Se recomienda también la ingesta de al menos dos litros de agua diarios. Aunque no está clara la causa de esta enfermedad, algunas personas recomiendan evitar el consumo de alimentos lácteos.